# جاك لانغ (صحفي)
جاك لانغ (بالإنجليزية: Jack Lang)‏ هو صحفي أمريكي، ولد في 11 مايو 1921، وتوفي في 25 يناير 2007.